# Chrysoritis oreas
Chrysoritis oreas är en fjärilsart som beskrevs av Henry Trimen 1891. Chrysoritis oreas ingår i släktet Chrysoritis och familjen juvelvingar. IUCN kategoriserar arten globalt som nära hotad. Inga underarter finns listade i Catalogue of Life.

## Bildgalleri

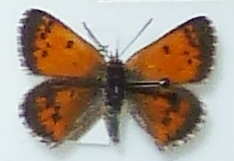